# Isla del Amor
Isla del Amor es una isla del Perú situada en el departamento de Tumbes. Forma parte de los manglares de Puerto Pizarro. Se encuentra a 4 kilómetros de la Panamericana Norte. El clima es soleado con temperatura de 31 °C.